# Żyła główna górna

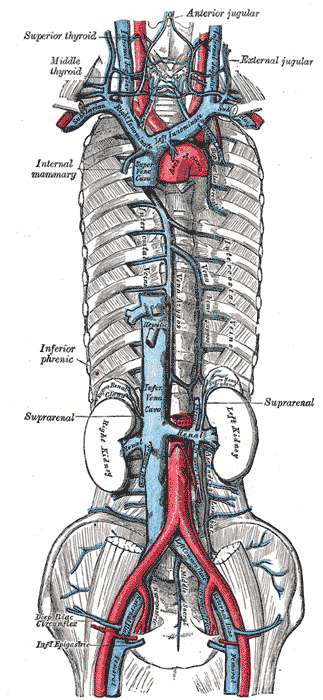
Żyła główna górna i jej dopływy.

Żyła główna górna (łac. vena cava superior), inaczej żyła próżna górna lub żyła czcza górna – w anatomii człowieka duże naczynie żylne zbierające krew z górnej (nadprzeponowej) połowy ciała – głowy, szyi, kończyn górnych i klatki piersiowej (oprócz krwi ze ścian serca, która spływa żyłami serca i zatoką wieńcową bezpośrednio do jego przedsionków i komór).
Żyła główna górna powstaje z połączenia dwóch żył ramienno-głowowych w okolicy powierzchni tylnej pierwszej chrząstki żebrowej prawej. Następnie biegnie wzdłuż bocznego brzegu mostka, zatacza łuk wypukły w prawą stronę i wstępuje do worka osierdziowego. Tam wpada do prawego przedsionka. Jej koniec leży zazwyczaj na poziomie końca mostkowego drugiej przestrzeni międzyżebrowej lub górnego brzegu trzeciej chrząstki żebrowej. Oprócz żył ramienno-głowowych, z których powstaje, wpada do niej także duża żyła nieparzysta oraz mniejsze żyły: żyły osierdziowe, żyły śródpiersiowe przednie i żyły grasicze. Czasami może uchodzić do niej prawa żyła tarczowa najniższa, jedna z żył międzyżebrowych i żyła piersiowa wewnętrzna prawa.
Długość żyły głównej górnej jest osobniczo zmienna, zwykle wynosi około 6–8 cm, a średnica około 20–22 mm. Jest pozbawiona zastawek. Nie ma także elementów kurczliwych. W dolnej części jest objęta mięśniówką pochodzącą z prawego przedsionka serca.
Sąsiaduje od przodu z przednim brzegiem prawego płuca i opłucnej, ku tyłowi z korzeniem płuca i jego częściami składowymi, po stronie prawej z nerwem przeponowym, po stronie lewej z aortą wstępującą.